# Wólka Prusinowska
Wólka Prusinowska (deutsch Pruschinowenwolka, 1929 bis 1945 Preußenort) ist ein kleines Dorf in der polnischen Woiwodschaft Ermland-Masuren. Es gehört zur Landgemeinde Piecki (Peitschendorf) im Powiat Mrągowski (Kreis Sensburg).

## Geographische Lage
Wólka Prusinowskaliegt in der südlichen Mitte der Woiwodschaft Ermland-Masuren, 21 Kilometer südlich der Kreisstadt Mrągowo (deutsch Sensburg).

## Geschichte
Das vor 1785 Czerawolka, nach 1785 Pruschinowa Wolka, nach 1818 Pruschinowen Wolka und bis 1929 Pruschinowenwolka genannte Dorf schloss den Wohnplatz Neu Sysdroy (1938 bis 1945 Neusixdroi, polnisch Nowy Zyzdrój) ein. Es war von 1874 bis 1945 in den Amtsbezirk Alt Kelbonken (polnisch Stare Kiełbonki) eingegliedert, der zum Kreis Sensburg im Regierungsbezirk Gumbinnen (ab 1905: Regierungsbezirk Allenstein) in der preußischen Provinz Ostpreußen gehörte. 
Aufgrund der Bestimmungen des Versailler Vertrags stimmte die Bevölkerung im Abstimmungsgebiet Allenstein, zu dem Pruschinowenwolka gehörte, am 11. Juli 1920 über die weitere staatliche Zugehörigkeit zu Ostpreußen (und damit zu Deutschland) oder den Anschluss an Polen ab. In Pruschinowenwolka stimmten 120 Einwohner für den Verbleib bei Ostpreußen, auf Polen entfielen keine Stimmen.
Am 15. Juni 1929 wurde Pruschinowenwolka in „Preußenort“ umbenannt.
1945 kam das Dorf in Kriegsfolge mit dem gesamten südlichen Ostpreußen zu Polen und erhielt die polnische Namensform „Wólka Prusinowska“. Heute ist es eine Ortschaft im Verbund der Landgemeinde Piecki (Peitschendorf) im Powiat Mrągowski (Kreis Sensburg), bis 1998 der Woiwodschaft Olsztyn, seither der Woiwodschaft Ermland-Masuren zugehörig.

### Einwohnerzahlen
| Jahr | Anzahl |
| ---- | ------ |
| 1818 | 33     |
| 1839 | 55     |
| 1871 | 150    |
| 1885 | 160    |
| 1898 | 200    |
| 1905 | 200    |
| 1910 | 211    |
| 1933 | 200    |
| 1939 | 186    |
| 2011 | 27     |

## Kirche
Bis 1945 war Pruschinowenwolka bzw. Preußenort in die evangelische Kirche Aweyden in der Kirchenprovinz Ostpreußen der Kirche der Altpreußischen Union sowie in die katholische St.-Adalbert-Kirche Sensburg im damaligen Bistum Ermland eingepfarrt. Heute gehört Wólka Prusinowska zur evangelischen Kirchengemeinde Nawiady, einer Filialgemeinde der Pfarrei Mrągowo in der Diözese Masuren der Evangelisch-Augsburgischen Kirche in Polen, außerdem zur katholischen Pfarrei Nawiady im jetzigen Erzbistum Ermland innerhalb der polnischen katholischen Kirche.

## Verkehr
Wólka Prusinowska liegt östlich der Woiwodschaftsstraße 601 und ist über Prusinowo über einen Landweg auf direktem Wege zu erreichen. Ein Anschluss an das Schienennetz besteht nicht.